# Neoregelia hoehneana
Neoregelia hoehneana är en gräsväxtart som beskrevs av Lyman Bradford Smith. Neoregelia hoehneana ingår i släktet Neoregelia och familjen Bromeliaceae. Inga underarter finns listade i Catalogue of Life.